# Lista do Património Cultural Imaterial da Humanidade no Uruguai

A Organização das Nações Unidas para a Educação, a Ciência e a Cultura (UNESCO) propôs um plano de proteção ao patrimônio cultural do mundo, através da Convenção sobre o Patrimônio Cultural Imaterial da Humanidade, cujo processo de implementação teve início em 1997 e foi oficializado em 2003. Esta é uma lista do Patrimônio Cultural Imaterial existente no Uruguai, especificamente classificada pela UNESCO visando catalogar e proteger manifestações da cultura humana no país. O Uruguai ratificou a convenção em 18 de janeiro de 2007, tornando suas manifestações culturais elegíveis para inclusão na lista.
A manifestação cultural Tango foi a primeira manifestação do Uruguai incluída na lista do Patrimônio Cultural Imaterial da UNESCO por ocasião da 4.ª Sessão do Comitê Intergovernamental para a Proteção do Patrimônio Cultural Imaterial da Humanidade, realizada em Abu Dhabi (Emirados Árabes Unidos) em 2009. Desde a mais recente adesão à lista, o Uruguai totaliza 2 manifestações culturais classificadas como Patrimônio Cultural Imaterial.

## Bens imateriais
O Uruguai conta atualmente com as seguintes manifestações declaradas como Patrimônio Cultural Imaterial pela UNESCO:
| | Tango |
| Bem imaterial inscrito em 2009. |       |
| Este bem é compartilhado com: Argentina. |       |
| A tradição argentina e uruguaia do tango, hoje conhecida em todo o mundo, foi desenvolvida pelas classes populares urbanas de Buenos Aires e Montevidéu na bacia do Rio da Prata. Em meio a essa mistura de imigrantes europeus para a região, descendentes de escravos africanos e os nativos da região conhecidos como crioulos, uma ampla gama de costumes, crenças e rituais foram mesclados e transformados em uma identidade cultural distinta. Como uma das encarnações mais reconhecidas dessa identidade, a música, a dança e a poesia do tango incorporam e encorajam a diversidade e o diálogo cultural. É praticado nos tradicionais salões de dança de Buenos Aires e Montevidéu, espalhando o espírito de sua comunidade em todo o mundo, ao mesmo tempo em que se adapta a novos ambientes e tempos de mudança. Essa comunidade hoje inclui músicos, dançarinos profissionais e amadores, coreógrafos, compositores, compositores, professores de arte e os tesouros vivos nacionais que encarnam a cultura do tango. O tango também é incorporado às celebrações do patrimônio nacional na Argentina e no Uruguai, refletindo a ampla aceitação dessa música popular urbana. (UNESCO/BPI) |       |

| | Candombe e seu espaço sociocultural: uma prática comunitária |
| Bem imaterial inscrito em 2009. |                                                              |
| Todos os domingos e em muitos feriados, as llamadas de tambores de candombe ou cantos de candombe animam os bairros de Sur, Palermo e Cordón, no sul de Montevidéu, Uruguai, lar de uma população afrodescendente. A prática do candombe começa em torno de fogueiras comunitárias, enquanto as pessoas se reúnem para afinar seus tambores e socializar antes de iniciar sua marcha. Uma vez em curso, o desfile de batuques é liderado pelos membros mais prestigiados, de famílias reconhecidas pela comunidade pela sua percussão há muitas gerações; outros bateristas são organizados atrás deles em filas, e participantes informais, dançarinos e espectadores marcham ao lado ou assistem das varandas. A batida do tambor maior e mais profundo, o piano, é distinta para cada um dos três bairros, de modo que a estrutura organizada de chamada e resposta do candombe une os bairros e sinaliza suas identidades individuais. Transmitido em famílias afrodescendentes, o candombe é reconhecido como uma expressão de resistência, bem como uma celebração musical uruguaia e uma prática social coletiva profundamente imbricada no cotidiano desses bairros. É também símbolo e manifestação da memória da comunidade, atraindo antigos moradores em datas especiais para o núcleo histórico do candombe. (UNESCO/BPI) |                                                              |